# Ecmis
En la mitología griega Ecmis era un rey de Arcadia, hijo de Briacas, el hermano del rey anterior.
Accedió al trono cuando su tío, el rey Polimestor, murió sin descendencia. Fue sucedido por su hijo Aristócrates I.